# Ngô Thế Phiên
Ngô Thế Phiên (1663 - 7 tháng 12 năm 1681)  là cháu trai của Ngô Tam Quế và là người kế thừa ngai vàng Đại Chu trong Loạn Tam Phiên. Ngô Thế Phiên cuối cùng cũng bị bao vây và bị giết bởi lực lượng nhà Thanh tại thành trì Đại Chu cuối cùng ở Côn Minh.